# Agrotis cursoriodes
Agrotis cursoriodes là một loài bướm đêm trong họ Noctuidae.